# Charsovo
Charsovo of Hǎrsovo (Bulgaars: Хърсово) is een dorp in het noordoosten van Bulgarije, gelegen in de gemeente Samoeil in oblast Razgrad. Het dorp ligt hemelsbreed ongeveer 20 km ten oosten van de stad Razgrad en 295 km ten noordoosten van de hoofdstad Sofia. 

## Bevolking
Het dorp telde in december 2019 439 inwoners, een daling vergeleken met het maximum van 1.896 personen in 1934.
|  |

Van de 464 inwoners reageerden er 416 op de optionele volkstelling van 2011. Van deze 416 respondenten identificeerden 229 personen zichzelf als etnische Bulgaren (55%), gevolgd door 150 Bulgaarse Turken (36,1%) en 37 ondefinieerbare personen (8,9%).
| Etnische samenstelling van de respondenten (2011) | Etnische samenstelling van de respondenten (2011) | Etnische samenstelling van de respondenten (2011) | Etnische samenstelling van de respondenten (2011) | Etnische samenstelling van de respondenten (2011) |
| ------------------------------------------------- | ------------------------------------------------- | ------------------------------------------------- | ------------------------------------------------- | ------------------------------------------------- |
|                                                   |                                                   |                                                   |                                                   |                                                   |
| Bulgaren                                          | Bulgaren                                          |                                                   | 55,0%                                             | 55,0%                                             |
| Turken                                            | Turken                                            |                                                   | 36,1%                                             | 36,1%                                             |
| Roma                                              | Roma                                              |                                                   | 0,0%                                              | 0,0%                                              |
| Anders/Onbekend                                   | Anders/Onbekend                                   |                                                   | 8,9%                                              | 8,9%                                              |

Bogdantsi · Bogomiltsi · Choema · Charsovo · Goljam Izvor · Goljama Voda · Kara Michal · Krivitsa · Nozjarovo · Ptsjelina · Samoeil · Vladimirovtsi · Zdravets · Zjeljazkovets